# Ángel Labruna
Ángel Amadeo Labruna (* 28. September 1918 in Buenos Aires; † 20. September 1983 ebenda) war ein argentinischer Fußballprofi und -trainer. 
Der Mittelstürmer spielte für River Plate und war Teil der legendären Angriffsformation „La Maquina“ (Die Maschine). Mit 293 Toren in Argentiniens Liga ist Labruna gemeinsam mit Arsenio Erico erfolgreichster Torjäger des Landes. 
Noch heute wird er in Argentinien als einer der besten Fußballer Südamerikas bezeichnet. 

## Vereinskarriere

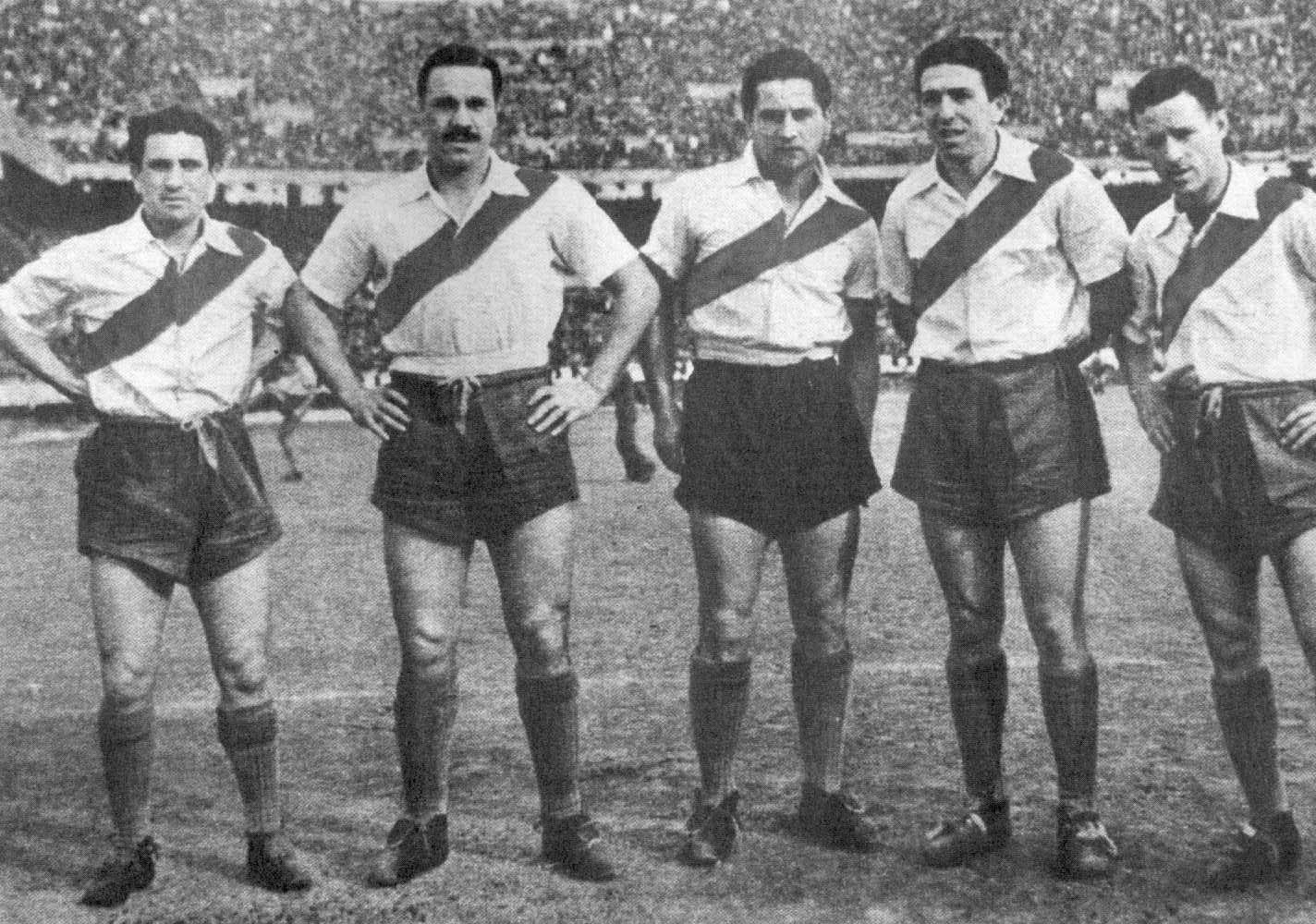
La Maquina, die berühmte Mannschaft von River Plate: (von links) Juan C. Muñoz, José M. Moreno, Adolfo Pedernera, Angel Labruna, Félix Loustau

Der 21-jährige Labruna absolvierte am 18. Juni 1939 für River Plate sein erstes Ligaspiel in der Primera División und sollte dem Verein 20 Jahre lang die Treue halten. River dominierte den argentinischen Fußball in dieser Zeit, was nicht zuletzt an der legendären Sturmreihe „La Maquina“ (Die Maschine) lag, die Tore am Fließband produzierte. In der Angriffsreihe um Juan Carlos Muñoz, José Manuel Moreno, Adolfo Pedernera und Félix Loustau bekleidete Labruna die Position des linken Halbstürmers und schoss Tore wie am Fließband. Er wurde zweimal Torschützenkönig und gewann neun Meistertitel mit River. Erst 1959 verabschiedete sich der 40-jährige Goalgetter nach 293 Toren in 515 Partien für River als eine der größten Legenden des Vereins. Ein weiterer Rekord sind seine 16 Tore im Superclásico gegen den Erzrivalen Boca Juniors.
 
Danach hatte Labruna noch kurze Gastspiele in Chile für die Rangers Talca, in Uruguay für die Rampla Juniors und CA Platense, bevor er mit 43 Jahren seine aktive Karriere endgültig beendete.

## Nationalspieler
Bald war der Ausnahmestürmer argentinischer Nationalspieler, doch der Zweite Weltkrieg brachte ihn um die besten Jahre seiner Karriere, da zu dieser Zeit keine Weltmeisterschaften ausgespielt wurden. Zu allem Überfluss verzichtete Argentinien auf die WM-Teilnahmen 1950 und 1954. 
1955 gewann Labruna mit der „Albiceleste“ die Copa América und fuhr letztendlich 1958 mit 39 Jahren doch noch zu seiner ersten Weltmeisterschaft nach Schweden. In der Vorrunde absolvierte der Oldie zwei Partien, konnte aber das frühe Ausscheiden Argentiniens nicht verhindern. Nach dem Turnier erklärte er nach 37 Länderspielen (17 Tore) seinen Rücktritt aus der Nationalmannschaft. 

## Erfolge
- Argentinischer Meister: 1941, 1942, 1945, 1947, 1952, 1953, 1955, 1956, 1957
- Argentinischer Torschützenkönig: 1943 (23 Tore), 1945 (25 Tore)
- Copa América: 1955

## Karriere als Trainer
Im Anschluss an seine Spielerkarriere wechselte Labruna ins Trainerfach und wurde Assistenztrainer bei River Plate. Als Cheftrainer betreute er Rosario Central (Meister 1971), Talleres de Córdoba und Racing Club
. 
1975 kehrte er zu River Plate zurück und feierte als Trainer ähnliche Erfolge mit dem Verein, wie er dies schon als Aktiver geschafft hatte. Mit Nationalspielern wie Daniel Passarella, Ubaldo Fillol, Leopoldo Luque und Norberto Alonso gewann die Mannschaft sechs Meisterschaften.

## Lebensende
Angel Labruna starb 1983 und wurde auf dem Friedhof La Chacarita in Buenos Aires beerdigt.
Zu Ehren eines der größten Vereinsidole feiern die River-Plate-Fans jedes Jahr am 28. September (Labrunas Geburtstag) den „Internationalen Tag der River Plate Fans.“
| Personendaten    | Personendaten                                    |
| ---------------- | ------------------------------------------------ |
| NAME             | Labruna, Ángel                                   |
| ALTERNATIVNAMEN  | Labruna, Ángel Amadeo (vollständiger Name)       |
| KURZBESCHREIBUNG | argentinischer Fußballspieler und Fußballtrainer |
| GEBURTSDATUM     | 28. September 1918                               |
| GEBURTSORT       | Buenos Aires, Argentinien                        |
| STERBEDATUM      | 20. September 1983                               |
| STERBEORT        | Buenos Aires, Argentinien                        |